# Carlo Battaglini
Carlo Battaglini (Cagiallo, 2 luglio 1812 – Lugano, 3 agosto 1888) è stato un avvocato e politico svizzero.

## Biografia
Figlio di Antonio Battaglini, avvocato, nel 1831 sotto spinta dalla famiglia entrò nel collegio Elvetico di Milano per intraprendere la carriera ecclesiastica. Le sue idee troppo liberali suscitarono i sospetti della polizia austriaca e nel 1833 Battaglini, per nulla disposto ad indossare l'abito talare, abbandonò Milano per intraprendere studi di diritto all'Università di Ginevra, dove poté seguire i corsi di Pellegrino Rossi e Antoine-Elisée Cherbuliez. Decisive per la sua formazione politica furono l'influenza di James Fazy e la frequentazione degli esuli italiani.
Ebbe strettissimi rapporti con Giuseppe Mazzini, si iscrisse alla Giovine Italia e nel 1834 partecipò alla sfortunata impresa mazziniana in Savoia. Terminati gli studi nel 1835, entrò a far pratica nello studio legale di Giacomo Luvini, massimo tribuno del liberalismo ticinese, e per qualche tempo fu pure segretario redattore del Gran Consiglio.

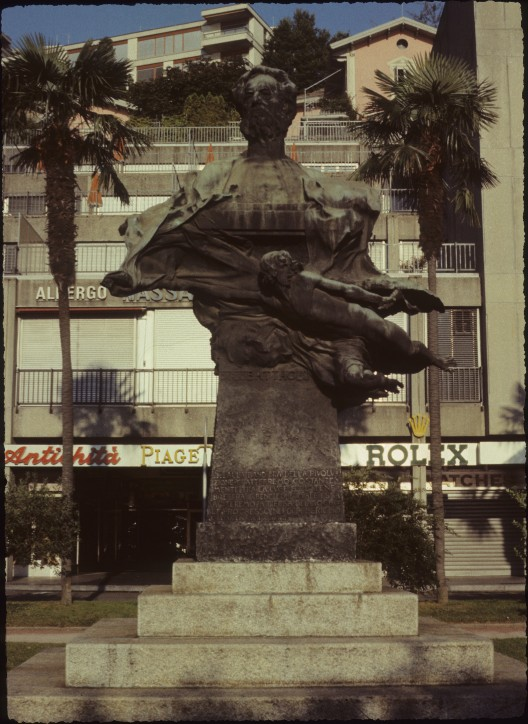
Monumento a Carlo Battaglini a Lugano

Battaglini diventò ben presto il capofila carismatico e autorevolissimo di un radicalismo democratico, anticipatore e rinnovatore, assertore della libertà dei popoli, delle idee di progresso e di giustizia sociale e perciò assai sensibile alle tematiche emergenti del socialismo. Fu tra i fondatori della Società degli amici dell'educazione del popolo nel 1837, animatore della Società dei Carabinieri, e uno dei protagonisti della rivoluzione liberale del 1839. Su Il Repubblicano della Svizzera italiana, che diresse per quasi un ventennio a partire dal 1838, Battaglini scrisse molte fra le pagine più alte, per contenuti e tensione ideale, della pubblicistica liberale. La sua visione europeista rompeva con i cantonalismi, e la sua lotta per i valori del Risorgimento non risparmiava pungenti critiche alla Svizzera.
Fu sindaco di Lugano dal 1878 al 1888, e deputato al Gran Consiglio ticinese, di cui fu sette volte presidente, dal 1839 al 1848 e dal 1852 al 1888. A livello nazionale fu inviato alla Dieta federale nel 1844, Consigliere nazionale dal 1848 al 1850, dal 1862 al 1875, e dal 1882 al 1887, e Consigliere agli Stati dal 1855 al 1856. Fu tenente colonnello di Stato maggiore nel 1847, colonnello comandante della Landwehr cantonale nel 1862. Nel 1861 ebbe parte determinante nelle trattative per la regolamentazione del confine italo-ticinese e nel 1865 fu tra i promotori della ferrovia del Gottardo. A livello cantonale, tra le altre cose, si occupò del Codice civile e soprattutto del progetto di Codice penale, considerato, nella sua stesura originale, uno dei migliori d'Europa. Esponente dell'ala anticlericale, fu con Stefano Franscini uno dei rari liberali ticinesi della prima metà dell'Ottocento a mettere in discussione il primato della religione cattolica, sostenne la secolarizzazione  dei conventi e propugnò la costituzione di un vescovado ticinese.

## Opere
- Progetto di Codice Penale per il Cantone Ticino, Lugano 1868